# Гордон, Джон, 14-й граф Сазерленд
Джон Гордон, 14-й граф Сазерленд (англ. John Gordon, 14th Earl of Sutherland; 9 марта 1609 — 14 октября 1679) — шотландский аристократ и землевладелец, 14-й граф Сазерленд и глава клана Сазерленд (1615—1679), хранитель Тайной печати Шотландии (1649—1660).

## Биография
Старший сын Джона Гордона, 13-го графа Сазерленда (1576—1615), и Агнес Эльфинстон (? — 1617), дочери лорда-казначея Шотландии Александра Эльфинстона, 4-го лорда Эльфинстона (1552—1638). В сентябре 1615 года после смерти отца Джон Гордон унаследовал наследственные титул и земли, став 14-м графом Сазерлендом. На момент смерти отца ему было шесть с половиной лет, его опекуном стал его дядя Роберт Гордон.
Сильный ковенантер, Гордон был назван «добрым графом Джоном» своими коллегами. Он сражался против роялиста, Джеймса Грэма, 1-го маркиза Монтроза, в битве при Олдерне в 1645 году, но впоследствии оказал хорошую услугу королю Карлу II.
Джон Гордон был назначен парламентом Шотландии на должность хранителя Тайной печати Шотландии в 1649 году и занимал этот пост до 1660 года. Он является единственным хранителем Тайной печати Шотландии, который будет назначен парламентом.

## Поместье Сазерленд
По словам сэра Роберта Гордона, 1-го баронета, который сам был младшим сыном Александра Гордона, 12-го графа Сазерленда, в 1631 году Александр Мюррей («Моррей») из Аберскросса («Абискорс») умер после падения с лестницы. У него остались один сын и две дочери. Половина его состояния перешла непосредственно к графу Сазерленду, в то время как другая половина также перешла к графу Сазерленду из-за смерти последнего лэрда Даффуса, который был владельцем этой части поместья при графе. По словам сэра Роберта Гордона, Джон Гордон, 14-й граф Сазерленд, благородно обошелся с Александром Мюрреем, его женой и его детьми в знак уважения к древней и верной службе, которую его семья оказала графам Сазерленд. Он передал часть имущества старой вдове (матери Александра и жене Джона Мюррея из Аберскросса), часть вдове Александра и часть детям Александра на содержание, в то время как другая часть была зарезервирована для графа в знак признания его превосходства. По словам Гордона, поместье Аберскросс («Абискоры») стало настолько обременено долгами, что его никогда больше не выкупят истинные и законные наследники.

## Семья
Джон Гордон, 14-й граф Сазерленд, с 1632 года был женат на леди Джин Драммонд (? — 29 декабря 1637), дочери Джеймса Драммонда, 1-го графа Перта (? — 1611), от которой у него было четверо детей:
- Джон Гордон, лорд Стратнавер, родился 21 ноября 1632 года и умер 14 октября 1637 года от оспы в замке Данробин.
- Джордж Гордон, 15-й граф Сазерленд (2 ноября 1633 — 4 марта 1703), его наследник и преемник.
- Роберт Гордон, родился в Данробине 31 декабря 1635 года. Он был избран комиссаром Сазерленда в парламент 1661 года. Он женился на Джин, старшей дочери Джона Маккея, 2-го лорда Рея.
- Леди Джин Гордон, родилась 10 октября 1634 года, в 1657 году вышла замуж за капитана Роберта Стюарта из Этея.

24 января 1639 года Джон Гордон, граф Сазерленд, женился вторым браком на Анне Фрейзер, дочери Хью Фрейзера, 7-го лорда Ловата (1591—1645).